# Шарики (деревня)
 Шарики  — деревня в Яранском районе Кировской области в составе Кугальского сельского поселения.

## География
Расположена на расстоянии примерно 10 км по прямой на запад от города Яранск.

## История
Известна с 1873 года как починок Шулядкин с 3 дворами и 31 жителем, в 1905 здесь (Шуляткин или Шариков) дворов 11 и жителей 58, в 1926 (Шарики или Шулятки) 15 и 85, в 1950 (Шарики) 11 и 32, в 1989 было 36 жителей.

## Население
Постоянное население составляло 33 человека (русские 97%) в 2002 году, 18 в 2010.